# Шаповал Володимир Миколайович
Володи́мир Микола́йович Шапова́л  (нар. 25 травня 1948, Київ) — держслужбовець, юрист, суддя Конституційного Суду (1996—2005), Голова Центральної виборчої комісії (2007–2013), член-кореспондент Національної академії наук України (2009). 4 липня 2013 року був звільнений Верховною Радою України з формулюванням «досягнення максимального для держслужбовця віку».

## Біографія
Народився 1948 року в місті Києві в сім'ї службовців. 1970 року закінчив юридичний факультет Київського державного університету імені Т. Г. Шевченка. Проходив строкову військову службу.

## Кар'єра
Фахову діяльність розпочав в Інституті держави і права АН УРСР: аспірант, молодший науковий співробітник відділу міжнародного права і порівняльного правознавства.
З 1976 року працював викладачем, старшим викладачем, доцентом кафедри державно-правових дисциплін Київської вищої школи МВС СРСР.
З 1986 до 1996 року викладав на юридичному факультеті Київського державного університету імені Т. Г. Шевченка, обіймав посади доцента, професора кафедри конституційного права, завідувача кафедри прав людини.
У вересні 1996 року Указом Президента України призначений суддею Конституційного Суду України.
З жовтня 2002 року по жовтень 2005 року — заступник Голови Конституційного Суду України.
З жовтня 2005 року по червень 2007 року — представник Президента України у Конституційному Суді України.
Відразу після призначення на пост глави ЦВК Володимир Шаповал заявив: «Я не ставлю перед собою завдання провести вибори і піти. Якщо я задекларую її, мої колеги розумітимуть, що я тимчасова людина, що я піду через три або чотири місяці, і в ЦВК почнеться внутрішня конкуренція?». Втім, жорсткого протистояння в Центрвиборчкомі уникнути не вдалося, оскільки 7 його членів було призначено за квотою парламентської опозиції і Президента (конкретно — Володимир Шаповал), а 8 — від правлячої на той момент коаліції у складі Партії регіонів, Соцпартії і Компартії. За дуже короткий проміжок часу квота коаліції встигла звинуватити Володимира Шаповала в авторитарних методах керівництва, а сам голова — констатував, що Центрвиборчком почав працювати в дуже складних умовах, оскільки був створений «як результат певних політичних домовленостей». «Якщо із самого початку ми почнемо вирішувати питання за принципом „нас вісім“, то буде дві комісії», — підкреслив тоді він.
У березні 2008 викликав обурення представників іншого політичного крила — Блоку Юлії Тимошенко. Його спровокувала «нездатність» голови ЦВК провести засідання комісії, після якого мало відбутися поповнення лав фракції БЮТ в Київраді замість раніше вигнаних депутатів, що перейшли до більшість яка підтримувала мера Леоніда Черновецького. Ряд членів ЦВК дружно відправилися на лікарняний, через що «ламався» кворум.
Деякі ЗМІ вважають Володимира Шаповала людиною наближеною до Президента Віктора Ющенка.

## Позиція щодо деяких політичних питань
Під час розгляду в Конституційному суді в квітні — травні 2007 питання про відповідність Конституції указу президента Віктора Ющенка про розпуск Верховної Ради представляв інтереси президентської сторони. У інтерв'ю 16 травня 2007 підтримав точку зору про ангажованість суддів опонентами Віктора Ющенка: 

У мене склалося враження, що частина суддів, що називається, заангажована. Із самого початку по відношенню до них було використано багато спокус і стимулів. У нашому складі декілька іногородніх суддів майже два роки чекали квартири і жили в готелі. А тут відразу. Звідси можлива заздрість, коли одному щось дають, а іншому — ні. Це роз'єднує і роз'єднує. Судді КС, по суті, і не працювали разом, оскільки за 10 місяців не ухвалили жодного рішення. А робота над конкретними справами могла б створити в суді колектив. Але вони займалися дивними речами і вели дивні дискусії. Загалом, кажучи словами булгаківського Воланда, «квартирне питання їх зіпсувало». І, напевно, не тільки це питання.

Скептично оцінював політичну реформу, реалізовану в Україні на початку 2005. На його думку, 

В принципі посилення основ парламентаризму — посилення контролю парламенту над Кабміном, створення юридичних запобіжників від надмірної концентрації влади в будь-яких руках — це необхідність. Але ми спробували подолати пропасти в два стрибки. Тому наші ноги зараз в повітрі, де ми намагаємося знайти точку опори. Мені здається, ідеальним варіантом було б формування так званої консенсусної демократії, коли основні кадрові призначення і звільнення здійснюються в співпраці президента і прем'єр-міністра. Наприклад, президент звільняє міністрів виключно за поданням Кабміну, при цьому ВР має право за спеціальною процедурою виразити недовір'я всьому складу Кабміну. Головне, юридично змусити трикутник президент — парламент — уряд тісний співробітничати між собою.

Доктор юридичних наук, професор.

## Нагороди
- Орден князя Ярослава Мудрого II ст. (30 листопада 2021) — за значний особистий внесок у соціально-економічний, науково-технічний, культурно-освітній розвиток України, вагомі трудові досягнення, багаторічну сумлінну працю[5]
- Орден князя Ярослава Мудрого III ст. (27 червня 2013) — за значний особистий внесок у державне будівництво, соціально-економічний, науково-технічний, культурно-освітній розвиток України, вагомі трудові здобутки та високий професіоналізм[6]
- Орден князя Ярослава Мудрого IV ст. (24 червня 2011) — за значний особистий внесок у соціально-економічний, науково-технічний, культурно-освітній розвиток Української держави, вагомі трудові здобутки, багаторічну сумлінну працю та з нагоди 15-ї річниці Конституції України[7]
- Орден князя Ярослава Мудрого V ст. (21 травня 2008) — за визначні особисті заслуги у розбудові правової держави, відстоюванні ідеалів демократії та конституційних прав і свобод громадян, багаторічну сумлінну працю та з нагоди 60-річчя від дня народження[8]
- Орден «За заслуги» I ст. (10 жовтня 2006) — за вагомий особистий внесок в утвердження конституційної юрисдикції в Україні, багаторічну сумлінну працю, високий професіоналізм та з нагоди 10-річчя Конституційного Суду України[9]
- Орден «За заслуги» II ст. (17 жовтня 2001) — за вагомий особистий внесок у становлення конституційного судочинства, високий професіоналізм[10]
- Почесна відзнака Президента України (22 серпня 1996) — за активну законодавчу роботу, участь у розробці, підготовці та прийнятті Конституції України[11]
- Заслужений юрист України (22 травня 1998) — за вагомий особистий внесок у розвиток юридичної науки, зміцнення законності, високий професіоналізм[12]

## Наукова діяльність
Автор понад 300 наукових праць, підручників та монографій з проблем теорії держави і конституційного права. Як член робочої групи Конституційної комісії брав участь у розробці проекту чинної Конституції України.

## Публікації, інтерв'ю
- Владимир Шаповал: «Судьи Конституционного суда убедились, что власть слаба» [Архівовано 17 листопада 2020 у Wayback Machine.] // Соня Кошкина, Олег Базар, lb.ua, 11 листопада 2020, 08:00

Рішення КСУ щодо антикорупції пов'язано з іноземним втручанням [Архівовано 1 березня 2022 у Wayback Machine.]: інтерв'ю екс-судді Конституційного суду за хвилину // ua.news, 11 листопада 2020

## Виноски
1. ↑  CONOR.Sl
2. ↑  75-річчя члена-кореспондента НАН України В.М. Шаповала. Вісник НАН України, 2023, №5.
3. ↑  Депутати звільнили голову ЦВК у зв'язку з його виходом на пенсію. Архів оригіналу за 6 липня 2013. Процитовано 7 липня 2013.
4. ↑  Владимир Шаповал — ЛІГА: Досье // Биография и фото Владимир Шаповал [Архівовано 14 червня 2008 у Wayback Machine.](рос.)
5. ↑  Указ Президента України від 30 листопада 2021 року № 607/2021 «Про відзначення державними нагородами України з нагоди 30-ї річниці підтвердження всеукраїнським референдумом Акта проголошення незалежності України 1 грудня 1991 року»
6. ↑  Указ Президента України № 355/2013 від 27 червня 2013 року «Про відзначення державними нагородами України з нагоди Дня Конституції України». Архів оригіналу за 31 липня 2017. Процитовано 7 листопада 2016.
7. ↑  Указ Президента України № 708/2011 від 24 червня 2011 року «Про відзначення державними нагородами України». Архів оригіналу за 4 травня 2018. Процитовано 7 листопада 2016.
8. ↑  Указ Президента України № 466/2008 від 21 травня 2008 року «Про нагородження В. Шаповала орденом князя Ярослава Мудрого»
9. ↑  Указ Президента України № 866/2006 від 10 жовтня 2006 року «Про відзначення державними нагородами України суддів Конституційного Суду України»
10. ↑  Указ Президента України № 986/2001 від 17 жовтня 2001 року «Про відзначення державними нагородами України працівників Конституційного Суду України»
11. ↑  Указ Президента України № 758/96 від 22 серпня 1996 року «Про нагородження Почесною відзнакою Президента України»
12. ↑  Указ Президента України № 499/98 від 22 травня 1998 року «Про присвоєння В. Шаповалу почесного звання „Заслужений юрист України“»